# Düringska kören
Düringska kören var en svensk manskör i Norrköping mellan 1883 och 1933.

## Historik
Körledaren och dirigenten Edvard Düring i Norrköping bildade hösten 1883 manskören Düringska kören. Kören deltog som en av de 15 tävlande körerna 1897 vid sångarfesten i Stockholm. De firade sitt 25-årsjubileum 1908 på Standard hotell i Norrköping. Den 10 oktober 1918 deltog kören vid begravningen i Matteus kyrka, Norrköping efter de oidentifierade personerna som omkomna i Järnvägsolyckan i Getå. Där kören framförde Requiem av Jacob Axel Josephson och Mina levnadstimmar stupa av prins Gustav. Düringska kören upplöstes 1933.

## Ordförande
- 1904–1905: Fredrik Nyborg[5]
- 1908–1925: Herman Fröding[3][6][7]

## Dirigenter
- 1883: Edvard Düring
- 1926: Ivar Hellman[7]

## Medlemmar
- 1905: 203 stycken.[5]
- 1908: 150 stycken.[2]

### Körmedlemmar
- 1908: 45 stycken.[2]

### Några kända körmedlemmar
- Albin Nylin[7]
- Richard Lundin[8]

## Konserter (urval)
| Datum             | Konsert                                          | Lokal                                 | Övrigt |
| ----------------- | ------------------------------------------------ | ------------------------------------- | --- |
| 4 december 1883   | Konsert                                          | Arbetarföreningens salong, Norrköping | Konsert tillsammans med Düringska kvartetten. |
| 27 januari 1884   | Konsert                                          | Sankt Lars kyrka, Linköping           | Konsert tillsammans med Düringska kvartetten. |
| 11 maj 1884       | Konsert                                          | Sankt Lars kyrka, Linköping           | Konsert tillsammans med sällskapet I. O. T. |
| 3 december 1884   | Konsert                                          | Arbetarföreningens salong, Norrköping | [ 12 ] |
| 3 maj 1885        | Folk-konsert                                     | Arbetarföreningens salong, Norrköping | Konsert tillsammans med Musikaliska sällskapet i Norrköping och Möllerska kapellet. |
| 5 juli 1885       | Konsert                                          | Sankt Laurentii kyrka, Söderköping    | [ 14 ] |
| 6 november 1885   | Konsert                                          | Tyska torget, Norrköping              | Konsert tillsammans med Arbetarföreningens sångkör. |
| 10 december 1885  | Konsert                                          | Arbetarföreningens salong, Norrköping | Konsert tillsammans med Möllerska kapellet. |
| 14 februari 1886  | Konsert                                          | Sankt Lars kyrka, Linköping           | Konsert tillsammans med Möllerska kapellet. |
| 21 februari 1886  | Konsert                                          | Sankt Lars kyrka, Linköping           | Konsert tillsammans med Möllerska kapellet, samt medlemmar ur sällskapet I. O. T. och Petersénska kapellet.                                                                                               |
| 25 mars 1887      | Dramatisk-Musikalisk soirée                      | Stora teatern, Norrköping             | [ 19 ] |
| 27 mars 1887      | Dramatisk-Musikalisk soirée                      | Stora teatern, Norrköping             | [ 20 ] |
| 24 april 1887     | Konsert "Jesu födelse"                           | Sankt Lars kyrka, Linköping           | Tillsammans med Norrköpings musikaliska sällskap, Soffi Lindegrén, Möllerska kapellet och musiker från Livgrenadjärregementets musikkår.                                                                  |
| 30 november 1887  | Konsert                                          | Frimurarelogen, Norrköping            | [ 22 ] [ 23 ] |
| 28 januari 1888   | Dramatisk-Musikalisk Soirée                      | Arbetarföreningens salong, Norrköping | Tillsammans med musiker och amatörer, samt Hjalmar Thorell och Anna Thorell. |
| 22 februari 1888  | Konsert                                          | Arbetarföreningens salong, Norrköping | Tillsammans med Salomon Smith, Edvard Düring och direktör Frick. |
| 21–22 mars 1888   | En Dramatisk-Musikalisk Soirée                   | Arbetarföreningens salong, Norrköping | Tillsammans med Norrköpings musikaliska sällskap och Möllerska orkestern. |
| 12 maj 1888       | Konsert                                          | Sankt Olai kyrka, Norrköping          | Uppför Skapelsen av Joseph Haydn. Tillsammans med Norrköpings musikaliska sällskap, Anna Klemming, Salomon Smith, Möllerska kapellet och Witteska kapellet.                                               |
| 13 maj 1888       | Konsert                                          | Sankt Lars kyrka, Linköping           | Uppför Skapelsen av Joseph Haydn. Tillsammans med Norrköpings musikaliska sällskap, Anna Klemming, Salomon Smith, Möllerska kapellet och Witteska kapellet.                                               |
| 20 maj 1888       | Konsert                                          | Motala kyrka                          | [ 30 ] [ 31 ] |
| 15 juli 1888      | Konsert                                          | Sankt Laurentii kyrka, Söderköping    | [ 32 ] [ 33 ] |
| 11 oktober 1888   | Konsert                                          | Arbetarföreningens salong, Norrköping | Tillsammans med Ida Grönqvist. |
| 23 april 1889     | Konsert                                          | Arbetarföreningens salong, Norrköping | Tillsammans med Norrköpings musikaliska sällskap och Salomon Smith. |
| 9 maj 1889        | Bazar                                            | Stadshuset, Norrköping                | [ 36 ] |
| 15 maj 1889       | Konsert                                          | Arbetarföreningens salong, Norrköping | Tillsammans med Norrköpings musikaliska sällskap. |
| 14 juli 1889      | Konsert                                          | Nyköping                              | [ 38 ] |
| 6 juni 1894       | Nationaldagen                                    | Strömsholmen, Norrköping              | Tillsammans med Andra livgrenadjärregementets musikkår och Olszewskis kapell. |
| 31 juli 1894      | Konsert                                          | Strömsholmen, Norrköping              | Tillsammans med Göran Möller, Anna Thorell, Lars Bondesson, Zetterman och Olzewskiska kapellet. |
| 27 september 1898 | Dramatisk-Musikalisk soirée                      | Stora Teatern                         | Tillsammans med Norrköpings musikaliska sällskap, Ottilia Littmarck, Ingeborg Fleetwood, herr Ahrnberg, E. Asplind och Gottfried Littmarck, med flera.                                                    |
| 14 maj 1899       | Konsert                                          | Sankt Olai kyrka, Norrköping          | [ 43 ] |
| 13 december 1899  | Konsert                                          | Sankt Lars kyrka, Linköping           | Tillsammans med Sångsällskapet I. O. T. och operasångaren Mikael Bratbost. |
| 5 april 1900      | Konsert                                          | Hedvigs kyrka, Norrköping             | Tillsammans med konsertmästaren Lars Zetterquist, Alma Arthur, Knut Dahlström och lektor Alfred Stenhagen.                                                                                                |
| 18 juni 1900      | Konsert                                          | Visby domkyrka                        | Tillsammans med Norrköpings musikaliska sällskap, Knut Dahlström, Visby manskör, Carl Lambère, Alma Arthur, Gustaf Gröndal och Thure Schön.                                                               |
| 21 juni 1900      | Konsert                                          | Söderköpings brunn                    | Tillsammans med Norrköpings musikaliska sällskap. |
| 6 april 1902      | Konsert                                          | Sankt Olai kyrka, Norrköping          | Tillsammans med Norrköpings musikaliska sällskap, Berta Goldensohn och Ellen Dorph-Enander. |
| 8 maj 1902        | Konsert                                          | Sankt Olai kyrka, Norrköping          | Tillsammans med Sångkören Svearne. |
| 19 april 1903     | Konsert                                          | Sankt Olai kyrka, Norrköping          | Tillsammans med Sångkören Svearne. Ackompanjemang av Knut Dahlström. |
| 10 maj 1903       | Konsert                                          | Sankt Olai kyrka, Norrköping          | Tillsammans med Sångkören Svearne. Ackompanjemang av Knut Dahlström. |
| 1 juni 1903       | Konsert                                          | Sankt Olai kyrka, Norrköping          | Tillsammans med Norrköpings musialiska sällskap och Visby musikaliska sällskap. Dirigenter: Edvard Düring och Edward Rendahl. Solister: Helga Wickström och Ida Düring. Ackompanjemang av Knut Dahlström. |
| 17 april 1904     | Konsert av Düringska kören och Sångkören Svearne | Sankt Olai kyrka, Norrköping          | Konsert tillsammans med Sångkören Svearne. Ackompanjemang av Knut Dahlström. |
| 8 maj 1904        | Konsert av Düringska kören och Sångkören Svearne | Sankt Olai kyrka, Norrköping          | Konsert tillsammans med Sångkören Svearne. Ackompanjemang av Knut Dahlström. |
| 26 juni 1904      | Konsert af Düringska kören från Norrköping       | Visby domkyrka                        | Ackompanjemang av Knut Dahlström. |
| 7 maj 1905        | Konsert av Düringska kören och Sångkören Svearne | Sankt Olai kyrka, Norrköping          | Konsert tillsammans med Sångkören Svearne. |
| 2 december 1905   | Musikaliska sällskapets soaré                    | Norrköpings stadshus                  | Konsert tillsammans med Musikaliska sällskapet i Norrköping. |
| 24 mars 1906      | Düringska körens konsert                         | Sankt Olai kyrka, Norrköping          | [ 59 ] |
| 30 april 1906     | Svensk vårfest                                   | Idrottsparken, Norrköping             | [ 60 ] |
| 18 oktober 1906   | Konsert                                          | Norrköpings allmänna läroverk         | Tillsammans med Maria Samuelsen och Ellen Dorph Enander. |

### Begravningar
| Datum            | Person                      | Plats                     | Övrigt                                                                                  |
| ---------------- | --------------------------- | ------------------------- | --------------------------------------------------------------------------------------- |
| 5 december 1887  | Johan Gustaf Swartz         | Norrköping                | Begravningen förrättades av hovpredikant Edvard Herman Rodhe.                           |
| 19 april 1887    | P. J. Pihl                  | Borgs kyrka               | Begravningen förrättades av kyrkoherde Engstrand.                                       |
| 29 april 1888    | Erik Hultberg               | Kyrkogård, Norrköping     | Begravningen förrättades av hovpredikant Edvard Herman Rodhe.                           |
| 27 maj 1888      | Anders August Öhrvall       | Kyrkogård, Norrköping     | Kvartett från Düringska kören. Begravningen förrättades av kyrkoherde Johan Fogelqvist. |
| 25 januari 1902  | H. Gemmel                   | Norrköping                | Begravningen förrättades av kyrkoherde Johan Fogelqvist.                                |
| 25 oktober 1902  | Knut Julius Ludvig Wistrand | Norrköping                | Begravningen förrättades av kyrkoherde Walfrid Sandberg.                                |
| 12 januari 1903  | Frans Olsson                | Norrköping                | Begravningen förrättades av komminister Häggström.                                      |
| 28 november 1903 | Jacob Ferdinand Schubert    | Hedvigs kyrka, Norrköping | Begravningen förrättades av kyrkoherde Johan Fogelqvist.                                |